# 绒毛润楠
绒毛润楠（学名：Machilus velutina）为樟科润楠属下的一个种。

## 扩展阅读
- 維基物種上的相關：绒毛润楠